# Lillom
Lillom ou Parc de Lomme est un ancien un parc à thème qui ouvre ses portes le 10 juin 1985 à Lomme, une commune de l'agglomération de Lille dans le Nord-Pas-de-Calais. 

## Description
C'est alors un des premiers parcs à thème en France. Il est, avec Big Bang Schtroumpf, Mirapolis, le Parc Astérix et Zygofolis, l'un des grands projets dans les parcs de loisirs français des années 1980. Il diffère de ceux-ci car il n'est pas imaginé à la suite de l'annonce en 1984 de l'arrivée d'Euro Disney Resort en France, mais il partage les grandes difficultés financières qu'ont connu tous ces parcs. Le sujet de Lillom était l'histoire de l'humanité de la préhistoire au futur. Le parc était organisé autour d'un petit lac, en quatre zones principales :
- la zone préhistorique
- la cité médiévale
- la zone Belle Époque
- le monde du futur

Sa mascotte principale était un dinosaure de couleur verte appelé Lommy.
Son accès devait être facilité avec l'inauguration de la station de métro Saint-Philibert en 1989, mais le parc ferme avant de bénéficier de celle-ci. Il souffre à l'époque d'un grand manque de communication.

## Historique

Autre logo avec la mascotte « le clown toupie »

Le projet est créé à l'initiative d'Arthur Notebart, alors maire de Lomme et président de la communauté urbaine de Lille (CUDL). Ce projet est présenté au conseil municipal de Lomme en 1983, le chantier débute à la fin de l'année. Le lundi 10 juin 1985, le parc d'attractions accueille ses premiers visiteurs. Ils sont déjà peu à s'être déplacés. Le samedi 15 juin 1985 à 15 h, l'inauguration officielle du parc de Lomme est célébrée par Arthur Notebart. À ses côtés se tiennent M. Mathieu, directeur du parc de loisirs, des maires des communes avoisinantes, différents officiels, la presse, la mascotte de Lillom et des badauds. Sa superficie à l'ouverture est de vingt-cinq hectares et le projet devait compter à terme cent hectares.
Il était concédé pour soixante-deux ans à la « société du parc de Lomme », à la suite de quoi les installations devaient revenir à la ville. En quatre mois, Lillom voit 80 000 excursionnistes passer ses portes, alors que les prévisions tablaient sur 400 000. La fréquentation de la première année d'exploitation se révèle insuffisante et entraîne des problèmes financiers. Le 12 décembre 1985, un conseil municipal de la ville de Lomme doit décider de l'avenir de Lillom : reprise des terrains par la ville, rachat de bail, nouveau repreneur acceptant de conserver les statuts précédents. À la suite d'un conseil municipal, le maire Arthur Notebart déclare fin mars 1986 que le syndic du parc a trouvé un repreneur. Celui-ci est la société Nord land park qui donne son accord pour reprendre le bail, les créances et pour terminer les travaux entamés.
Le parc de Lomme rouvre le samedi 24 mai 1986 pour une deuxième année qui connaît également une mauvaise fréquentation. Lillom ouvre une dernière fois pour la saison 1987. Le parc de loisirs ferme définitivement à la fin de cette saison car il ne dégagea jamais aucun bénéfice. Il cède en partie son terrain à un complexe cinématographique Kinepolis ouvert en 1996 et aux extensions du centre commercial voisin. Une partie du parc est alors détruite pour permettre le passage de la LGV Nord et une autre est aujourd'hui le parc naturel urbain de Lomme. Les attractions sont alors soit abandonnées, soit démontées. La cité médiévale existe encore de nos jours et abrite une école du cirque, le centre régional des arts du cirque de Lomme.
Paradoxalement la ligne 1 bis du métro de Lille, devenue ligne 2 en mai 1994, ouvre en avril 1989 avec la station Saint-Philibert à proximité de ce qui était Lillom.

## Attractions
- télécombat : manège avion du constructeur Zamperla de type Telecombat
- grand huit : montagnes russes assises Galaxi[2]
- rapides du Colorado : bûches
- himalaya : music express
- bateau corsaire : bateau à bascule[2]
- manège pour enfants : auto-tamponneuses, carrousel
- château gonflable : jeu gonflable
- circuit tacots : balade en tacots
- pieuvre : pieuvre
- arènes médiévales : spectacle équestre de chevaliers
- le monde de la préhistoire : sentier au milieu d'animaux et d'hommes préhistoriques
- explorer : trabant-wipeout
- petit train western : train pour enfants
- music hall et théâtre de la Belle Époque : deux salles de spectacle
- bateaux télécommandés : radiomodélisme
- la rivière enchantée
- théâtre de marionnettes pour enfants et théâtre de marionnettes Belle Époque
- pédalos : bateau à pédales
- tir à la carabine : tir sportif
- fort Apache : terrain de jeux
- tir à l'arc
- pulsar : manège
- cinéma 2000 et Kodak multivision : cinémas